# 1. Amateurliga Württemberg 1950/51
De 1. Amateurliga Württemberg 1950/51 was het eerste voetbalkampioenschap van de 1. Amateurliga Württemberg. Het was de eerste keer sinds de Tweede Wereldoorlog dat er een competitie kwam voor Württemberg die uit één reeks bestond. De competitie fungeerde als derde klasse onder de II. Division. In de voorgaande jaren waren de competities gescheiden omdat clubs uit Noord-Württemberg tot de Amerikaanse zone behoorden tot de Zuid-Duitse bond en clubs uit Zuid-Württemberg tot de Franse zone behoorden tot de Zuidwest-Duitse bond. In 1950 wisselde Zuid-Württemberg naar de Zuid-Duitse bond waardoor er een nieuwe competitie kwam.  
VfR Aalen werd kampioen en promoveerde naar de II. Division. Als vicekampioen nam Sindelfingen aan de allereerste editie van het Duits amateurvoetbalkampioenschap deel. Hier verloor de club tegen Karlsruher FV. 

## Eindstand
| Plaats | Club                   | Wed. | Saldo | Ptn.  |
| ------ | ---------------------- | ---- | ----- | ----- |
| 1.     | VfR Aalen              | 34   | 96:51 | 49:19 |
| 2.     | VfL Sindelfingen       | 34   | 89:59 | 47:21 |
| 3.     | FC Eislingen           | 34   | 93:60 | 41:27 |
| 4.     | VfR Schwenningen       | 34   | 91:51 | 40:28 |
| 5.     | Stuttgarter SC         | 34   | 80:43 | 39:29 |
| 6.     | FV Ebingen             | 34   | 64:53 | 39:29 |
| 7.     | VfL Kirchheim/Teck     | 34   | 77:60 | 36:32 |
| 8.     | Sportfreunde Stuttgart | 34   | 62:60 | 36:32 |
| 9.     | SG Untertürkheim       | 34   | 50:52 | 35:33 |
| 10.    | VfB Friedrichshafen    | 34   | 66:63 | 32:36 |
| 11.    | FV Zuffenhausen        | 34   | 55:60 | 31:37 |
| 12.    | SpVgg Trossingen       | 34   | 40:69 | 31:37 |
| 13.    | SpVgg Feuerbach        | 34   | 52:73 | 29:39 |
| 14.    | Normannia Gmünd        | 34   | 49:65 | 28:40 |
| 15.    | Olympia Laupheim       | 34   | 41:80 | 27:41 |
| 16.    | FV Kornwestheim        | 34   | 52:82 | 26:42 |
| 17.    | SV Tailfingen          | 34   | 51:81 | 24:44 |
| 18.    | SV Weingarten          | 34   | 43:89 | 22:46 |

|  | Promotie II. Division Süd     |
|  | Deelname Amateurkampioenschap |
|  | Degradatie 2. Amateurliga     |